# Вихерт, Анатолий Михайлович
Анатолий Михайлович Вихерт (23 ноября 1918, Москва — 16 декабря 1999, Москва) — патологоанатом, доктор медицинских наук (1959), профессор (1963), член-корреспондент РАМН (1978), лауреат Государственной премии СССР. Заслуженный деятель науки РСФСР (1976).

## Биография
Родился в Москве 23 ноября 1918 года в семье врача, профессора нефролога М. И. Вихерта.
В 1941 году окончил 1-й ММИ и с началом Великой Отечественной войны был отправлен в армию.
После окончания войны поступил учиться в Военно-медицинскую академию, но демобилизован был в 1946 году. С 1946 по 1949 год учился в аспирантуре и работал младшим научным сотрудников в Институте морфологии человека Академии медицинских наук — в группе академика АМН СССР И. В. Давыдовского. В 1950—1959 годах работал в Институте терапии им. проф. А. Л. Мясникова (ныне Национальный медицинский исследовательский центр кардиологии): младший, затем старший научный сотрудник, с 1959 года возглавлял лабораторию патологоанатомического отделения института, с 1976 года до своей смерти — заведующий отдела сердечно-сосудистой патологии и, одновременно, с 1962 года — руководитель Центра по изучению патологии и эпидемиологии атеросклероза.
В 1949 году защитил кандидатскую диссертацию «Патологическая анатомия и патогенез изменений мочевыводящих путей при ранениях спинного мозга», а в 1958 году — докторскую диссертацию на тему: «Sepsis lenta (патологическая анатомия, клинико-анатомические параллели, вопросы патогенеза и экспериментальное исследование)».
Область научных интересов ученого: эпидемиология атеросклероза, морфогенеза атеросклеротических бляшек, патологическая анатомии и патогенеза инфаркта миокарда, метаболизм миокарда во внеинфарктной зоне и др. Его труды, входящие в цикл работ по географической патологии и эпидемиологии сердечно-сосудистых, онкологических и нервных заболеваний были удостоены Государственной премии СССР (1982).
Под руководством Вихерта подготовлено и защищено 32 кандидатские и 18 докторских диссертаций.
В своё время А. М. Вихерт был главным патологоанатомом Минздрава СССР, зам. председателя правления Всесоюзного научного общества патологоанатомов, членом правления Всесоюзного и Московского научных обществ кардиологов, редактором медицинского журнала «Архив патологии».
Скончался 16 декабря 1999 года в Москве, похоронен на Введенском кладбище (19 уч.).

## Награды и звания
- Орден Отечественной войны I-й и II-й степени.
- Орден Красной Звезды.
- Медали.
- Заслуженный деятель науки РСФСР (1976).